# Paula Fortes
Paula Fortes (1945–2011) foi uma ativista da independência cabo-verdiana.
Nativa de Mindelo, Fortes ficou órfã aos 13 anos e aos 16 juntou-se à luta contra a ocupação portuguesa. Após o término de seus estudos, preparou-se para se torrnar uma enfermeira. Foi fundamental para a fundação da Organização de Mulheres de Cabo Verde, que liderou. Ela também serviu no governo da ilha do Sal, tornando-se assim a única mulher a ocupar um cargo no governo nacional imediatamente após a independência. Fortes morreu em Portugal após uma doença de longa duração. 2013, foi publicado a obra póstuma de seu livro de memórias, Minha Passagem.